# Woo! Yeah!
Woo! Yeah! es un break de batería que incluye las voces de James Brown ("Woo!") y Bobby Byrd ("Yeah!") y ha sido usado repetidamente en la música popular, especialmente en la música electrónica dance y hip hop. 
Tiene como origen la canción "Think (About It)" de Lyn Collins, escrita y producida por James Brown en 1972, y es uno de los 5 "breaks" incluidos en la misma. En la grabación original, el orden en que se pronuncian las palabras es "Yeah! Woo!"; este orden generalmente ha sido invertido ("Woo! Yeah!") por los artistas que lo han incluido en sus producciones.

## Temas en los que aparece el loop "Woo! Yeah!"
1980s
- Cookie Crew – "Females" (1987)
- Roxanne Shante – "Go on Girl" (1988)
- Rob Base and DJ E-Z Rock – "It Takes Two" (1988)
- Simon Harris – "Bass! How Low Can You Go?" (1988)
- Fast Eddie – "Yo Yo Get Funky" (1988)
- Tyree Cooper – "Turn Up The Bass" (1988)
- Age Pee feat. Shipra - "No Hip Hop" (1989)
- Beatmasters feat. MC Merlin - "Who's In The House" (1989)
- Slick Rick – "Children's Story" (1989)
- F.P.I. Project – "Rich In Paradise" (1989)

1990s
- FPI Project – "Going Back to My Roots" (1990)
- Bombalurina – "Itsy Bitsy Teenie Weenie Yellow Polka Dot Bikini" (1990)
- La Toya Jackson – "Sexual Feeling" (1990)
- Twenty 4 Seven – "I Can't Stand It" (1990)
- Sabrina Salerno - "Yeah Yeah" (1990)
- Bingoboys - "How to Dance" (1991)
- Alanis Morissette - "Walk Away" (1991)
- Simon Harris (as Ambassadors of Funk feat. M.C. Mario) – "SuperMarioLand" (1992)
- Doctor Spin – "Tetris" (1992)
- Madonna – "Bye Bye Baby" (1993)
- Marc Shaiman - "City Slickers II - The Legend of Curly's Gold (End Credits)" (1994)
- DJ Jazzy Jeff & The Fresh Prince - "I Wanna Rock" (1993)
- Alexia feat. Double You - "Me And You" (1995)
- Big Audio Dynamite – "Sound of the BAD" (1997)
- Janet Jackson - "Free Xone" (1997)

2000s
- DJ Kool feat. Fatman Scoop - "It Takes Two" (2000)
- Alizée – "L'Alizé" (2000)
- Lil' Romeo feat. Master P & Silkk the Shocker - "2-Way" (cover version of Rob Base & DJ E-Z Rock's "It Takes Two"[1]) (2002)
- Fatman Scoop feat. The Crooklyn Clan - "It Takes Scoop" (2003)
- Dizzee Rascal – "Pussyole (Old Skool)" (2007)
- Scooter - "The Question Is What Is the Question?" (2007)
- Katy Perry – "Use Your Love" (2007)
- Yelle – "Jogging" (2007)
- Wisin & Yandel – "Siguelo" (2008)
- A Skillz feat. Beardyman – "Got the Rhythm" (2008)
- Black Eyed Peas - "Rock That Body" (2009)
- Don Omar – "Sexy Robótica" (2009)
- Crazy Frog - "Daddy DJ" (2009)
- Mike Candys feat. Jack Holiday – "Insomnia" (2009)

2010s
- Crookers - "Put Your Hands Up On Me" (from Tons Of Friends Italian version) (2010)
- Black Eyed Peas - "Pump It Harder" (from The E.N.D Deluxe edition) (2010)
- Ceephax Acid Crew – "Life Funk" (2010)
- Toxic Avenger feat. Orelsan – "N'importe comment" (2010)
- Red Café feat. Fabolous - "I'm Ill" (2010)
- Bibio – "Willenhall" (2011)
- New Boyz feat. Chris Brown – "Better with the Lights Off (Funkymix)" (2011)
- 2NE1 – "I Am the Best" (2011)
- Does It Offend You, Yeah? – "John Hurt" (2011)
- Kodiak - "Egyptian Kings" (2013)
- Renaissance Man - "UFO (Who R U)" (2013)
- xKore & F3tch - "Ladies" (2013)
- Breach feat. Andreya Triana - "Everything You Never Had (We Had It All)" (2013)
- Kove - "Lose You" (2013)
- Fergie featuting Nicki Minaj - 'You Already Know' (2017)

No categorizados
- ak9 - "The Kraken"
- Black and White – "Do You Know"
- Boy 8-Bit – "Fog Bank"
- Bravo & Dj's – "Difacil Rap"
- Bustre - "Jupiter Beatz"
- Crookers – "Sveglia"
- Crookers – "All the Girls Standing in The Line for the Bathroom"
- Don Pablo's Animals - "Venus"
- Feadz – "Cold as Feadz"
- The Flashbulb - "Black Lawn Finale"
- Greater Than One – "Tricky Disco"
- Hi Tek 3 feat. Ya Kid K – "Spin That Wheel"
- John Mellencamp – "I'm Not Running Anymore"
- KA Posse – "Shake" Joe Smooth Mix
- Kelemen Kabátban – "Téli dallam"
- Kid606 – "The Illness"
- King África - "Salta"
- Lone – "Pineapple Crush"
- Los Chikos del Maíz - "Libreros"
- Masoko Solo – "Pessa Pessa (Cerla Remix)"
- Mike Candys feat. Jack Holiday – "La Serenissima"
- Mister Mixi & Skinny Scotty - "I Can Handle It"
- Mystic - "La Ola"
- New System – "Let Me Take"
- Out Of The Ordinary - "Play It Again (The Los Niños Mix)"
- Raul Orellana - "The Real Wild House"
- The Sacados – "Bikini a Lunares Amarillo"
- The Sacados – "Ritmo de la Noche"
- Shocking Blue - "Venus (BHF Remix)"
- Chaos A.D. – "Psultan Part 1 (Squarepusher Remix)"
- Squarepusher – "Schizm #2 Mix"
- TC - "Get Down Low (ShockOne Remix)"
- Theme song for Bill Nye the Science Guy
- The "4th Grade" remix of the South Park theme song
- Venetian Snares – "Gentleman"
- Vinnie Colaiuta – "I'm Tweeked/Attack of the 20 lb Pizza"